# Klukovické koupaliště
Klukovické koupaliště se nacházelo pod skalním amfiteátrem v Prokopském údolí v katastrální oblasti Prahy 5 – Jinonicích. Bylo založeno ve 30. letech 20. století a jeho provoz byl ukončen v 60. letech 20. století. Pozůstatky polorozpadlých oblých betonových bariér v toku Dalejského potoka byly definitivně odstraněny při revitalizaci tohoto území v prvním kvartálu roku 2013. 

## Historie

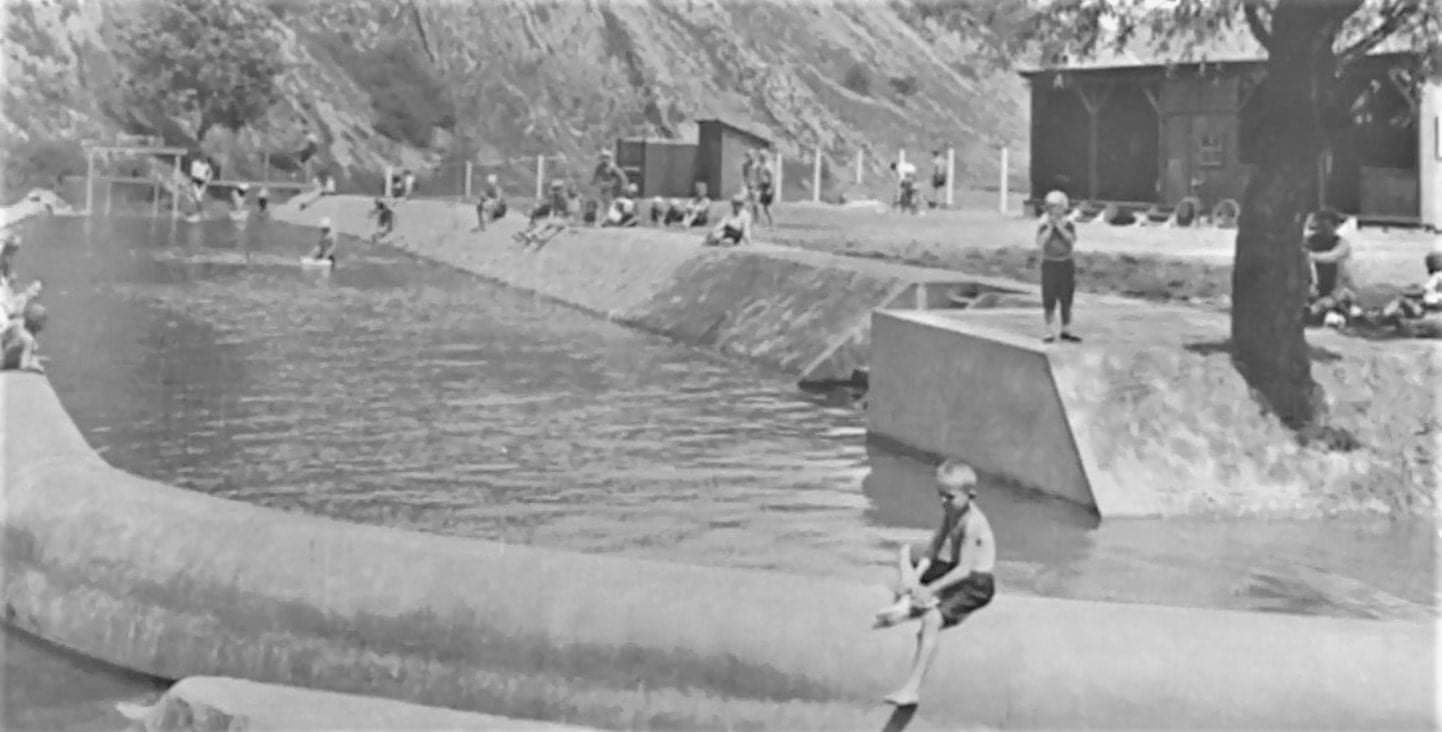
Klukovické koupaliště před rokem 1939

### Vznik a zánik koupaliště
Koupaliště v Prokopském údolí pod Klukovicemi bylo zbudováno ve 30. letech 20. století jako součást slunečních lázní s tím, že nezalesněné, prosvětlené údolí s loukou, obklopené malebným, otevřeným přírodním skalním amfiteátrem se pro tento účel jevilo jako mimořádně příhodná lokalita. Dnes (2021) již neexistující nedaleká vlaková zastávka Praha–Klukovice (zrušena v roce 1942) umožňovala zároveň relativně snadný přístup pražských rekreantů železnicí do celého areálu klukovického koupaliště. Koupaliště zbudované na soutoku Prokopského s Dalejským potokem ale disponovalo malou hloubkou (cca 110 cm) vody. K tomu se přidávala i značně studená teplota potoční vody spojená s častým zanášením koryta koupaliště bahnem a drobnými kameny. Během provozu koupaliště docházelo k postupnému zhoršování kvality vody. Poslední negativní vliv – zastínění pláží – pak vedl v 60. letech 20. století k definitivnímu ukončení provozování klukovického koupaliště. Koupaliště chátralo a v korytě Dalejského potoka se postupně rozpadaly jeho oblé betonové konstrukce.

### Revitalizace území
Správce Dalejského potoka rozhodl v roce 2012 o definitivním rozebrání a likvidaci veškerých pozůstatků klukovického koupaliště s tím, že v místě bývalého koupaliště bude plně obnoven původní přírodní charakter Dalejského potoka. Zbylé, dosud ještě nerozpadlé, betonové konstrukce byly následně v roce 2013 vybourány a odstraněny z koryta potoka. Levý nárazový břeh (přimykající se ke skalám amfiteátru) byl očištěn až na skalní stěny, zatímco prvý břeh Dalejského potoka byl urovnán, upraven a ponechán v přírodním stavu. Z louky, která vyplňuje vnitřek táhlého potočního oblouku a kde se nachází dětské hřiště, bylo zbudováno několik pozvolných přístupů k vodě. V korytě potoka po povodních v červnu roku 2013 samovolně vzniklo několik štěrkových lavic.

## Flora a fauna

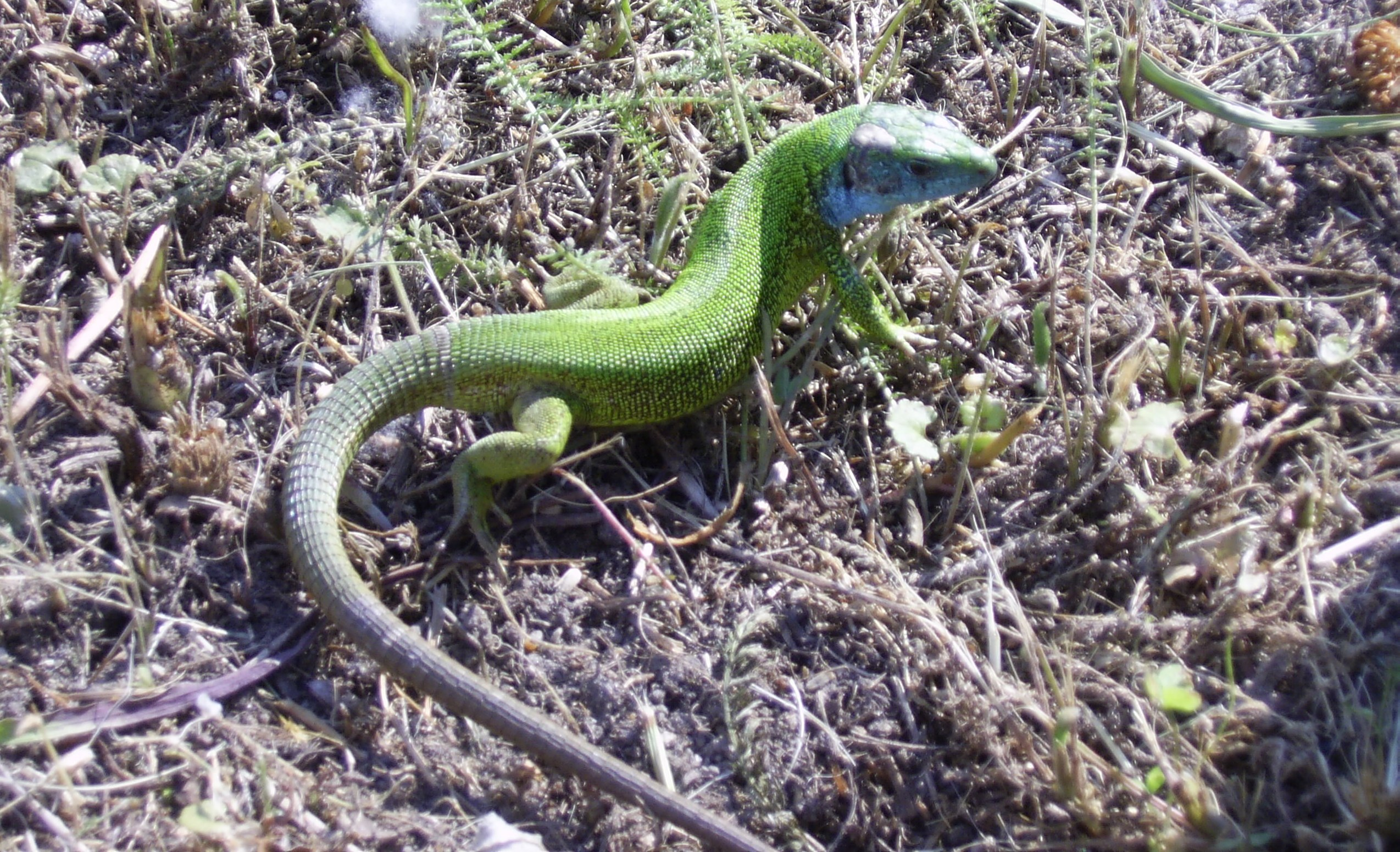
Ještěrka zelená (Lacerta viridis) (ilustrační foto)

Vápencové skalní stěny amfiteátru (parabolického tvaru) vypínajícího se nad klukovickým koupalištěm jsou otevřené jižním směrem. Díky tomu zachycují a koncentrují zvýšenou měrou dopadající sluneční záření a tak zde dochází k silnému prohřívání osluněných skalních povrchů a od nich pak k ohřevu přilehlých vzduchových vrstev. Některé rostliny a živočichové se těmto podmínkám přizpůsobily a tak se zde rozvinulo společenství typické pro tzv. vápencové skalní stepi.
To se vyznačuje nízkými trávníky složenými například z ostřice nízké (Carex humilis), válečky prapořité (Brachypodium pinnatum) nebo několika druhů kostřav. Kromě trav zde v horkých dnech roste bělozářka liliovitá (Anthericum liliago) nebo čistec přímý (Stachys recta). Brzy na jaře se zde objevuje i žlutě kvetoucí mochna písečná (Potentilla incana) a později rovněž žlutě kvetoucí (silně ohrožený) devaterník šedý (Helianthemum canum). Kromě bylin a dřevin, které jsou pro tuto lokalitu přirozené, charakteristické a žádoucí se zde ale rozšířily i druhy nepůvodní, méně žádoucí, zavlečené sem během umělého zalesňování, jimiž jsou především trnovník akát (Robinia pseudoacacia) a borovice černá (Pinus nigra).
Na sluncem vyhřátých stráních klukovického amfiteátru spoře porostlých roztroušenými stromy a keři a se skalnatými výstupy je možno spatřit kriticky ohroženou a v Česku zákonem chráněnou ještěrku zelenou (Lacerta viridis). Početnější populace těchto ještěrek mohou Pražané ještě pozorovat na severu hlavního města především na skalách, které lemují hluboký kaňon řeky Vltavy.

Byliny a dřeviny (ilustrační fotografie)
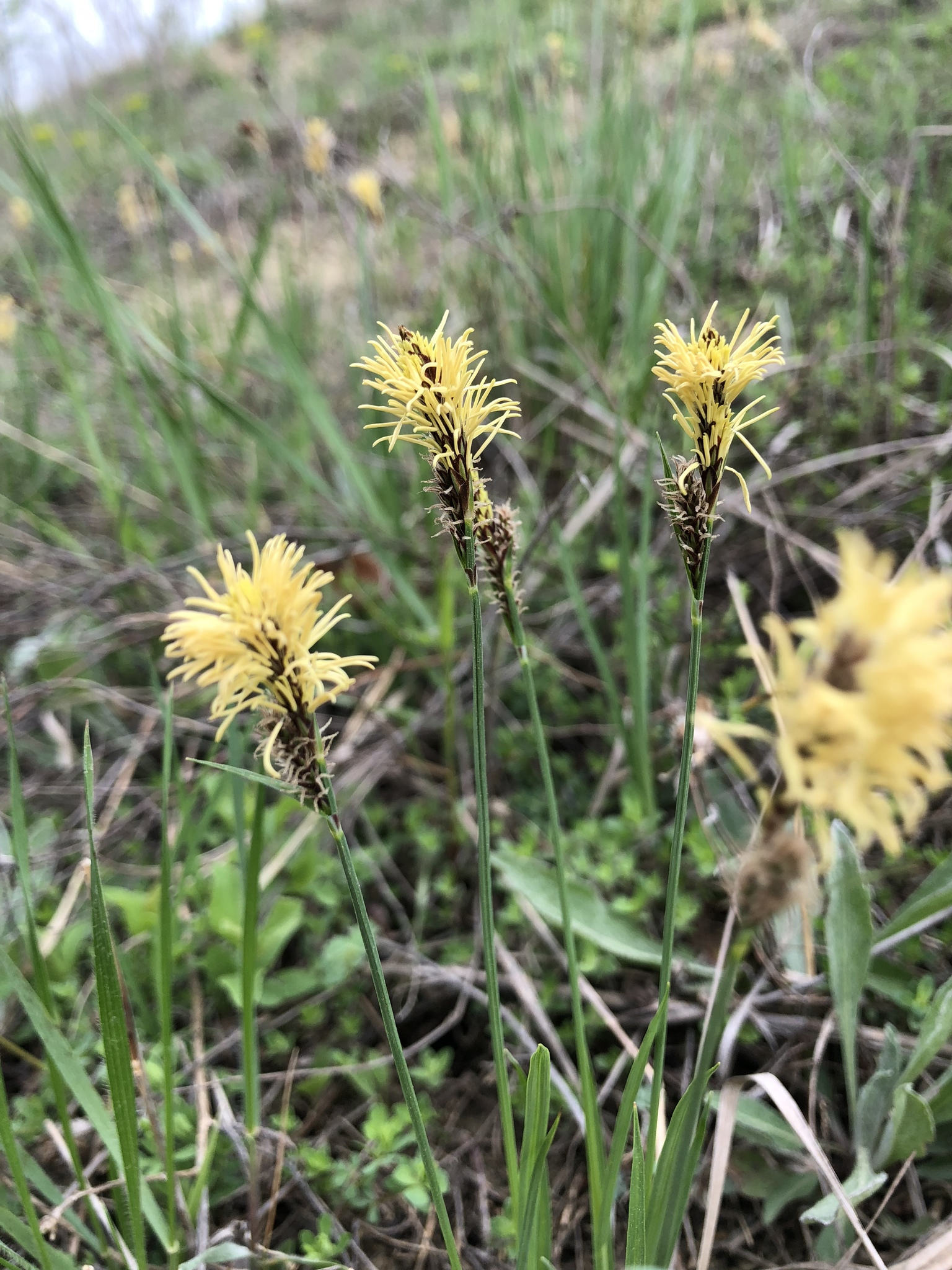
Ostřice nízká (Carex humilis)
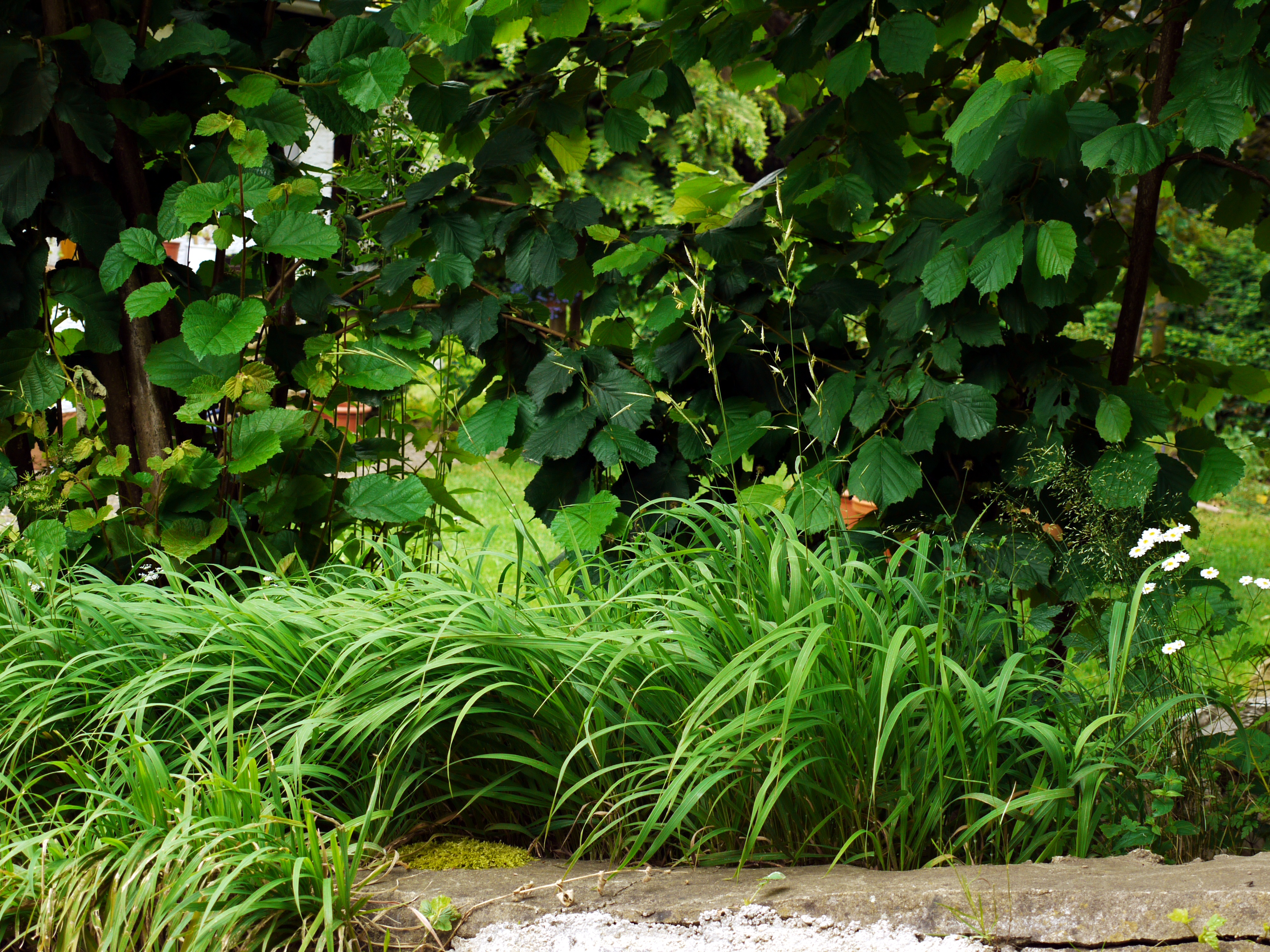
Válečka prapořitá (Brachypodium pinnatum)
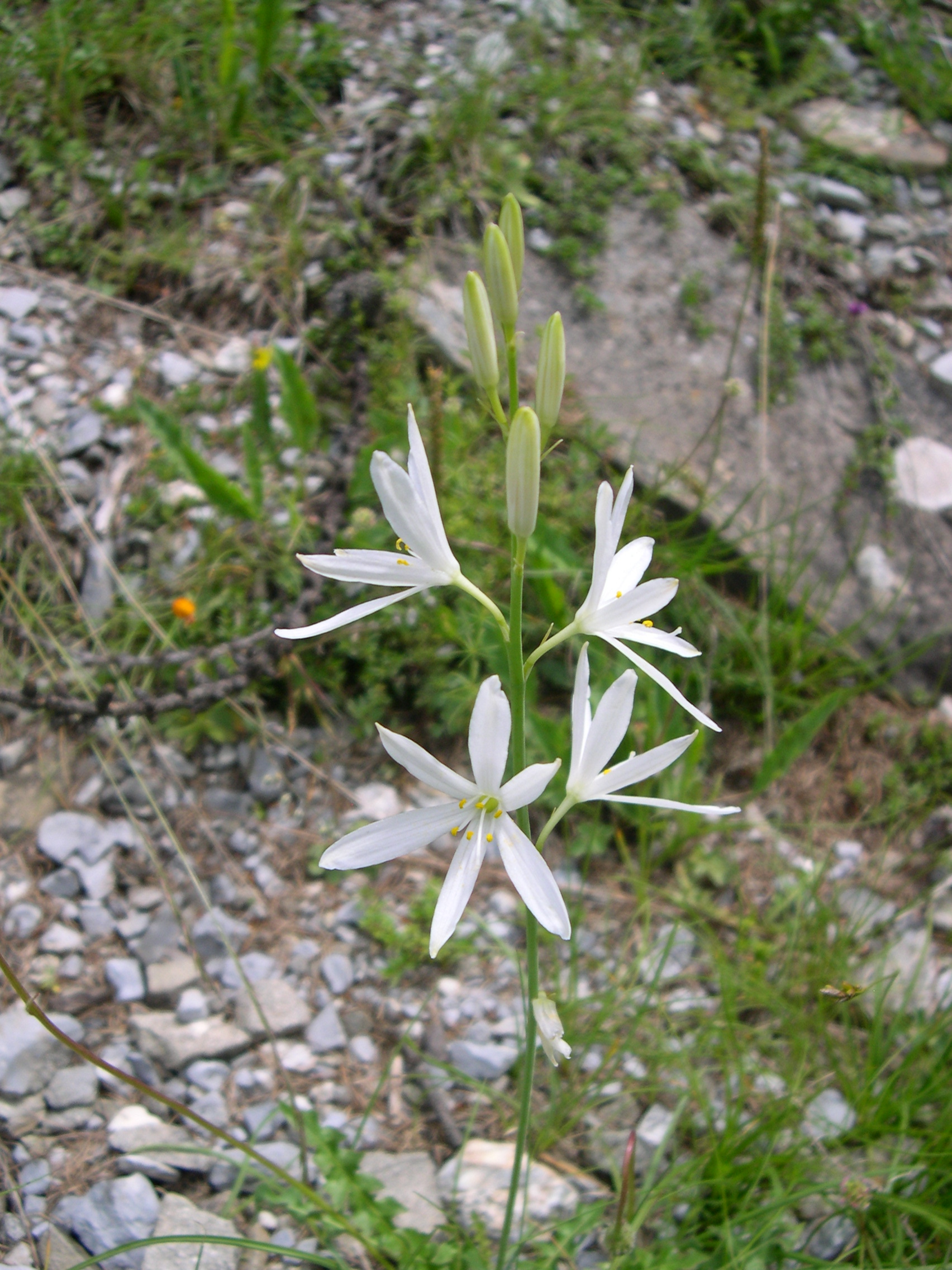
Bělozářka liliovitá (Anthericum liliago)
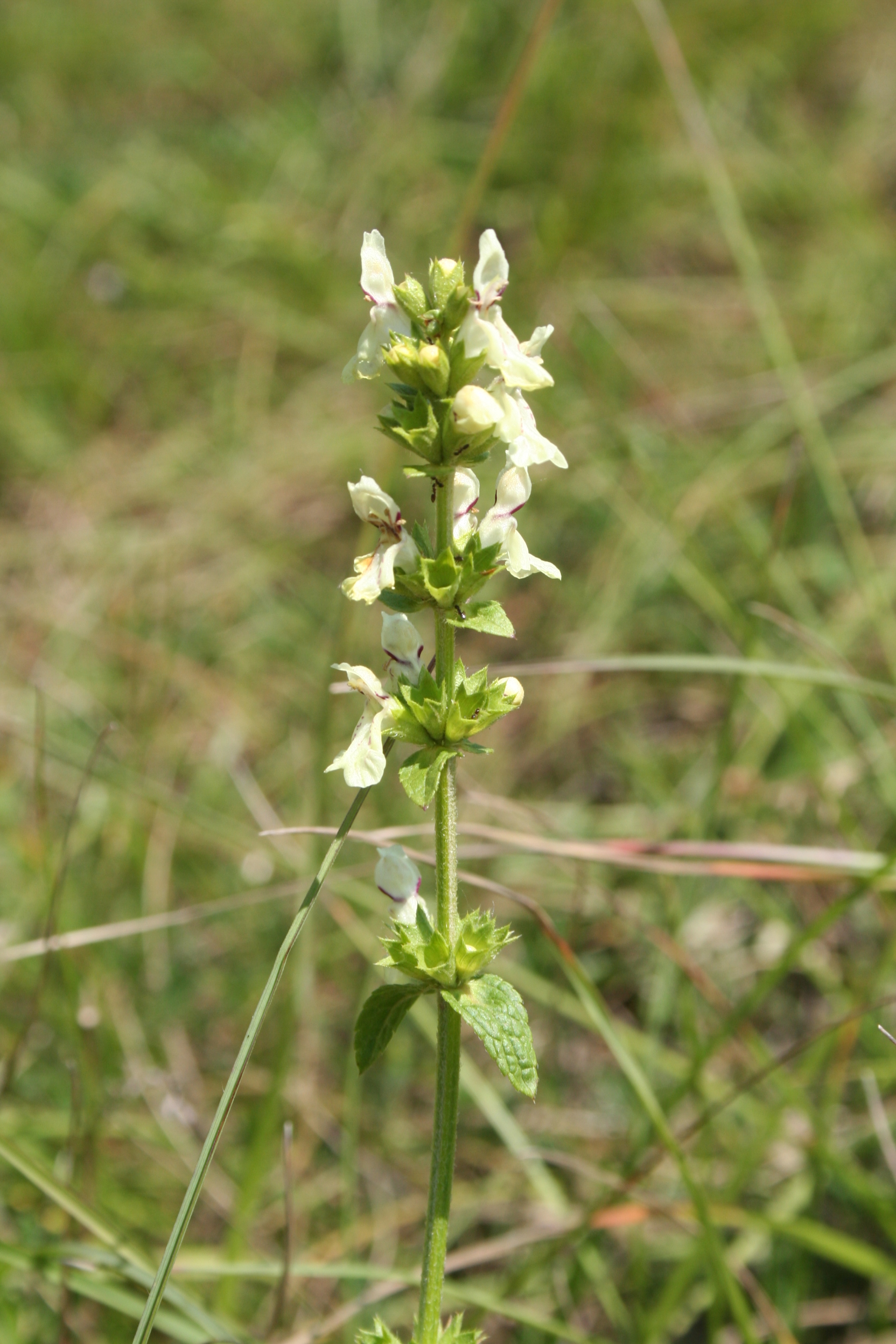
Čistec přímý (Stachys recta)
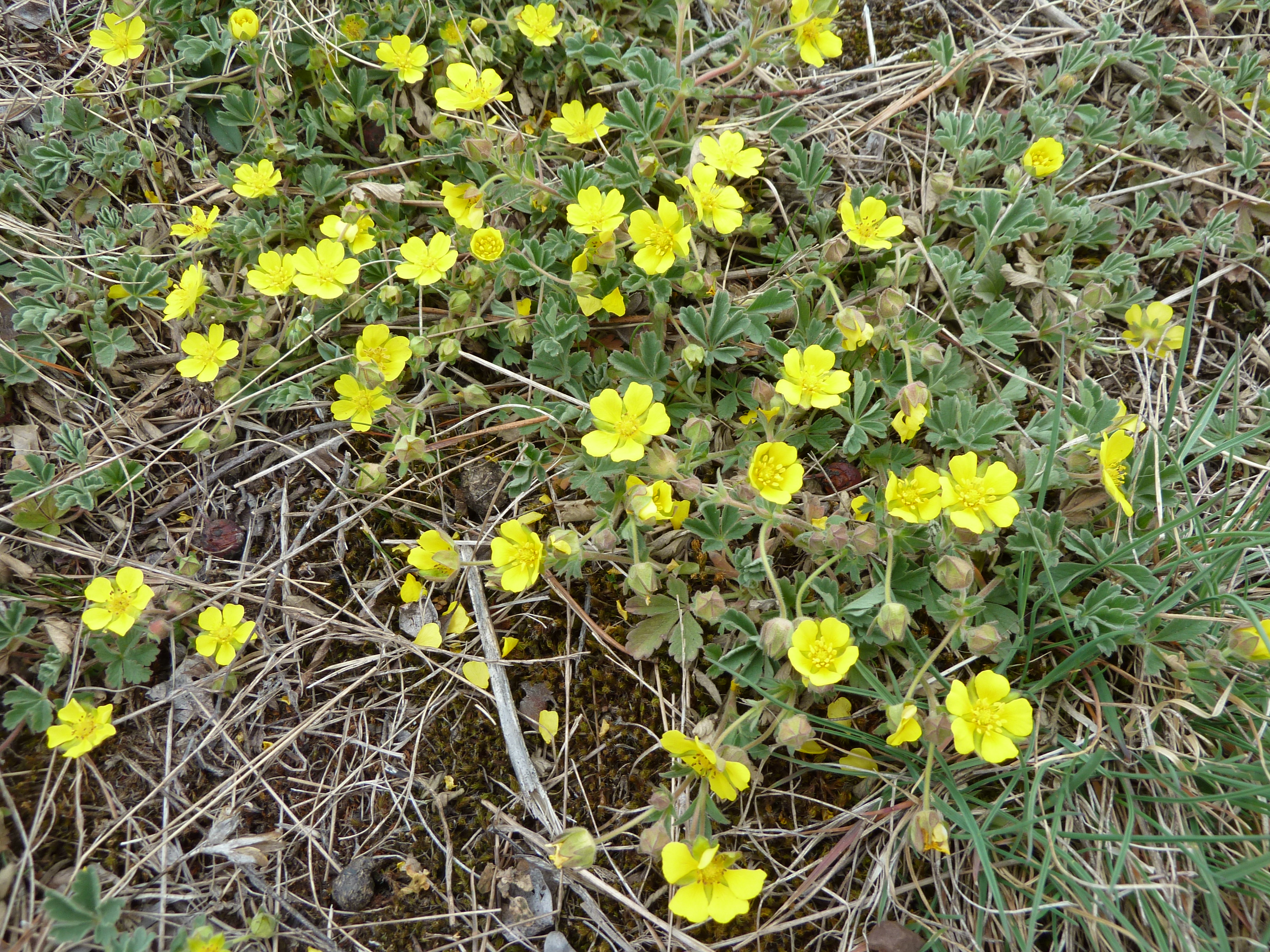
Mochna písečná (Potentilla incana)
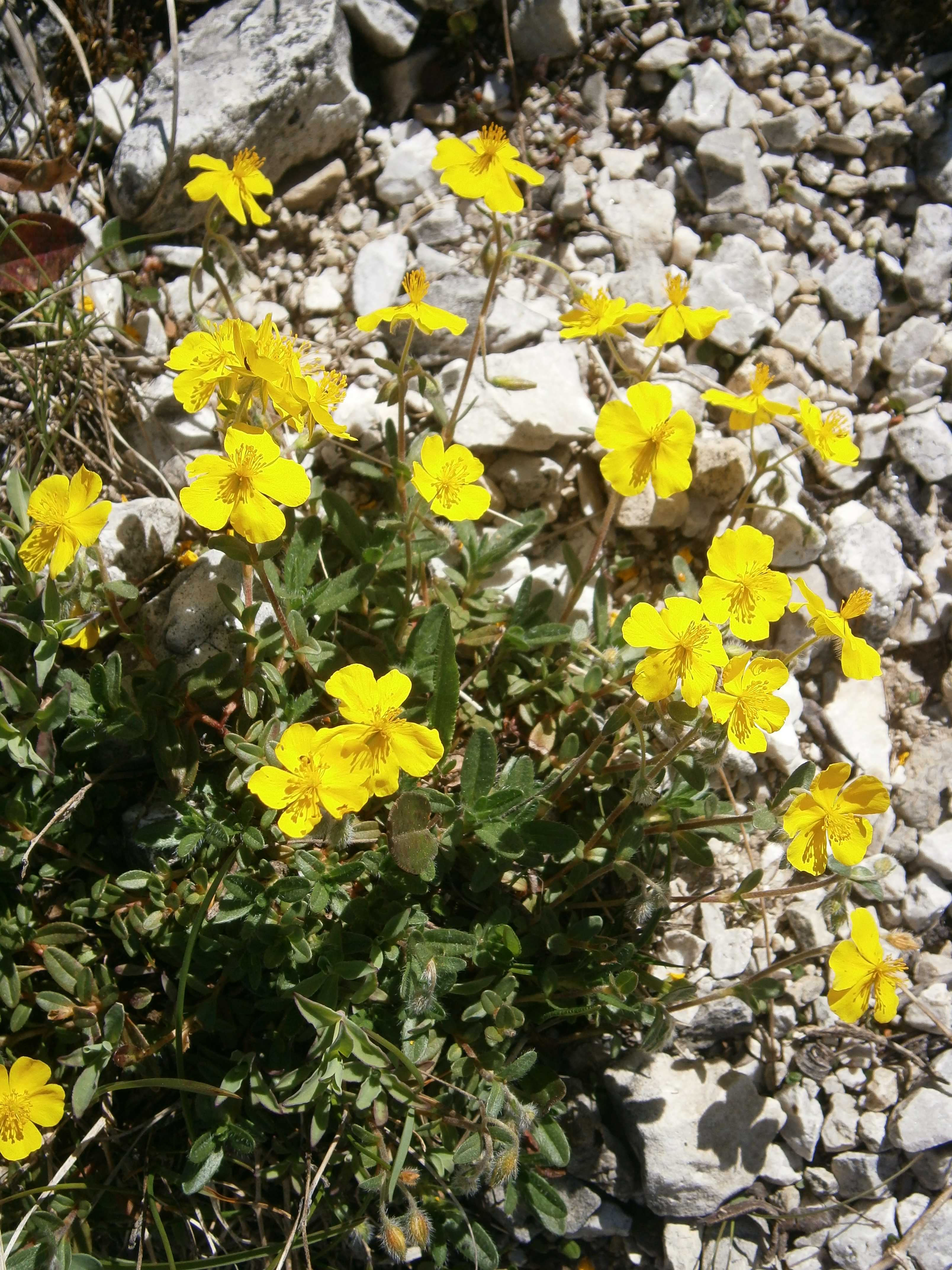
Devaterník šedý (Helianthemum canum)
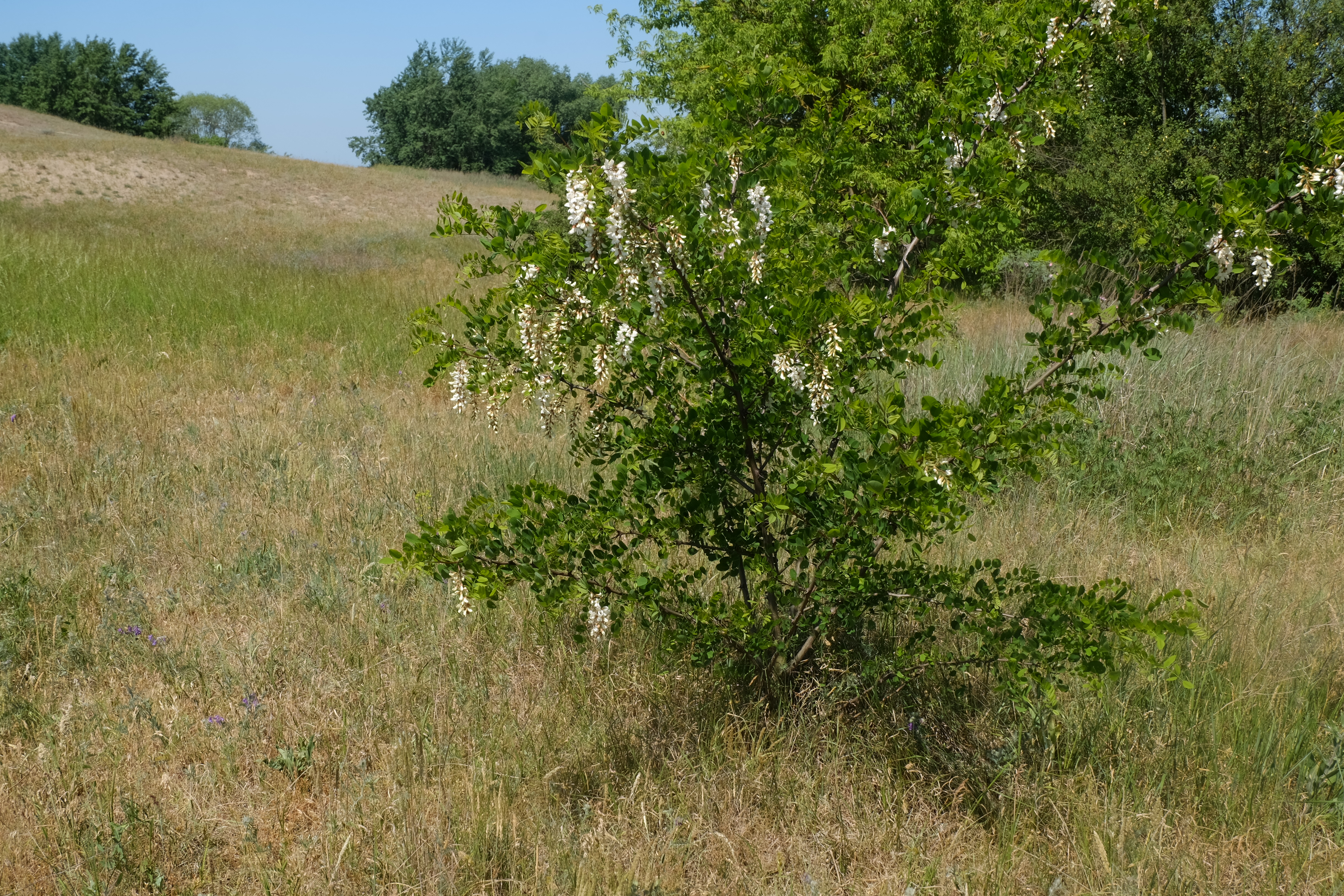
Trnovník akát (Robinia pseudoacacia)
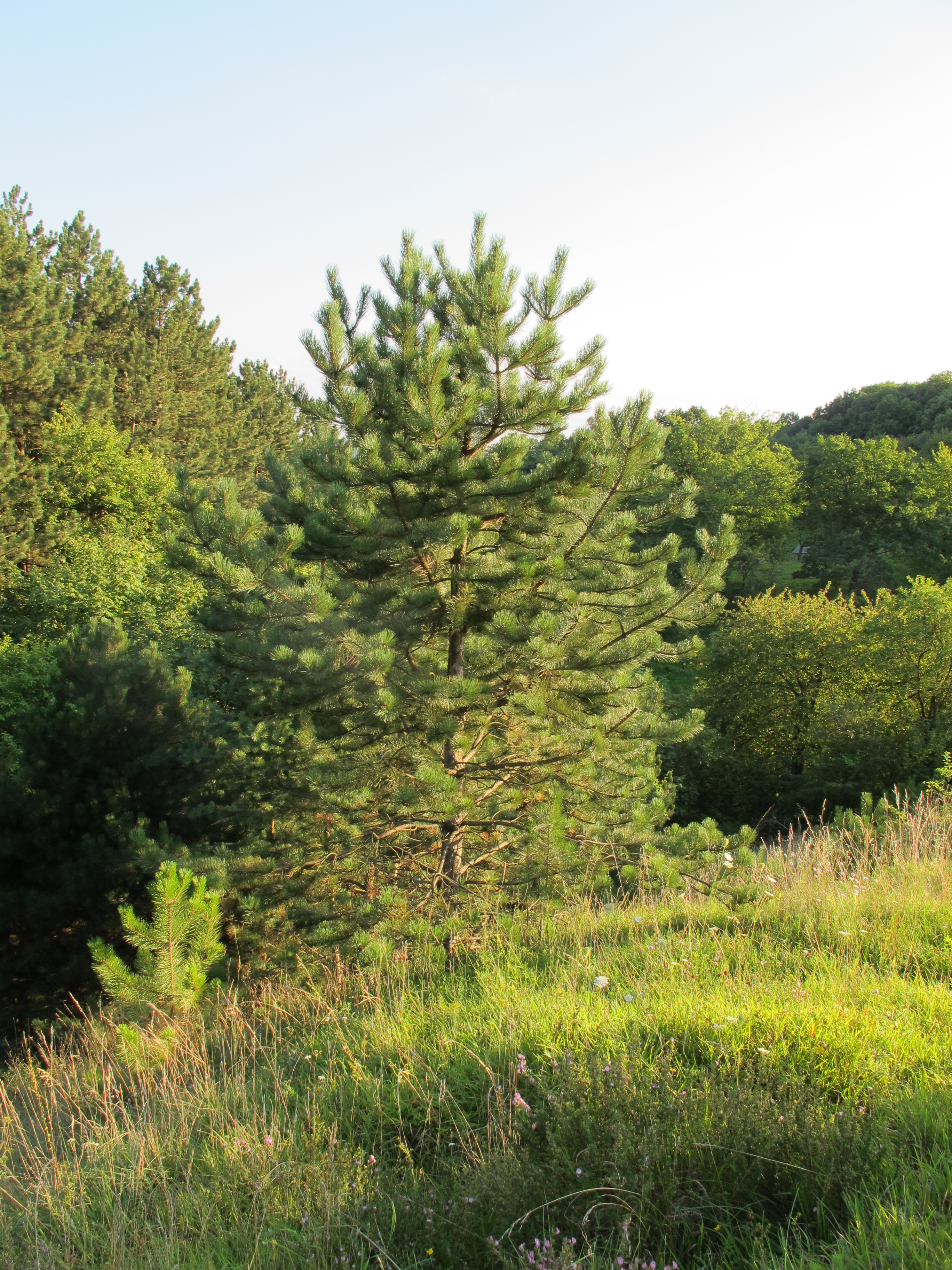
Borovice černá (Pinus nigra)

## Další zajímavosti v okolí
- Ve strmé stráni přibližně čtvrtkruhového „klukovického skalního amfiteátru“ nad zaniklým klukovickým koupalištěm se nacházejí v nápadné erozní rýze na krasovém ostrohu klukovické Korálové jeskyně.
- Na protější straně skalního amfiteátru, který se vypíná nad zaniklým klukovickým koupalištěm se nachází Klukovická jeskyně.
- Na pravém břehu Dalejského potoka jižně od mostu železniční trati v blízkosti klukovické jeskyně je od roku 1958 chráněná nemovitá kulturní památka (vodní mlýn, špýchar, stodola a brána) – Horův mlýn.

Okolí bývalého klukovického koupaliště
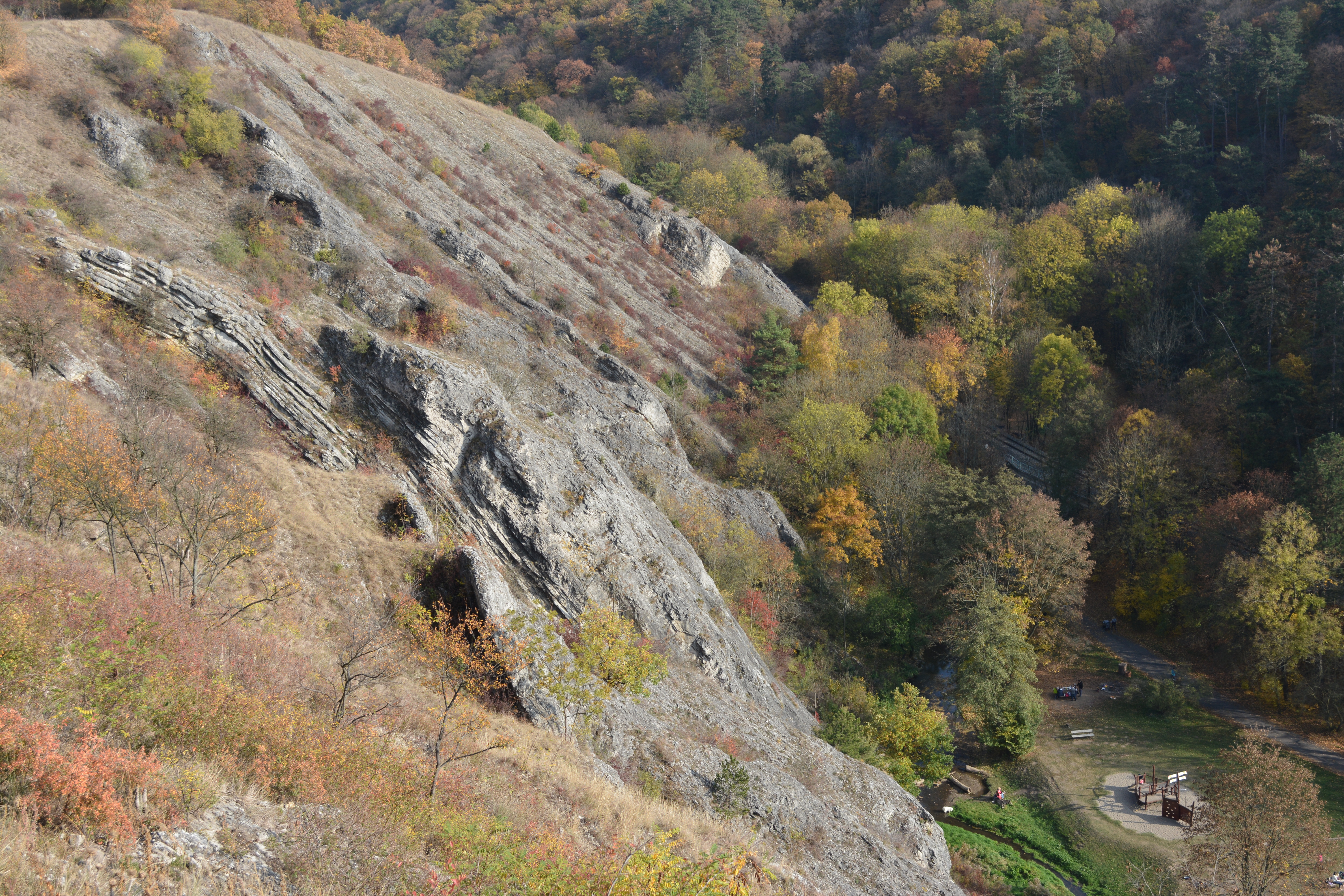
Na skalní stěně nad koupalištěm se nachází vstupy do Korálových jeskyní
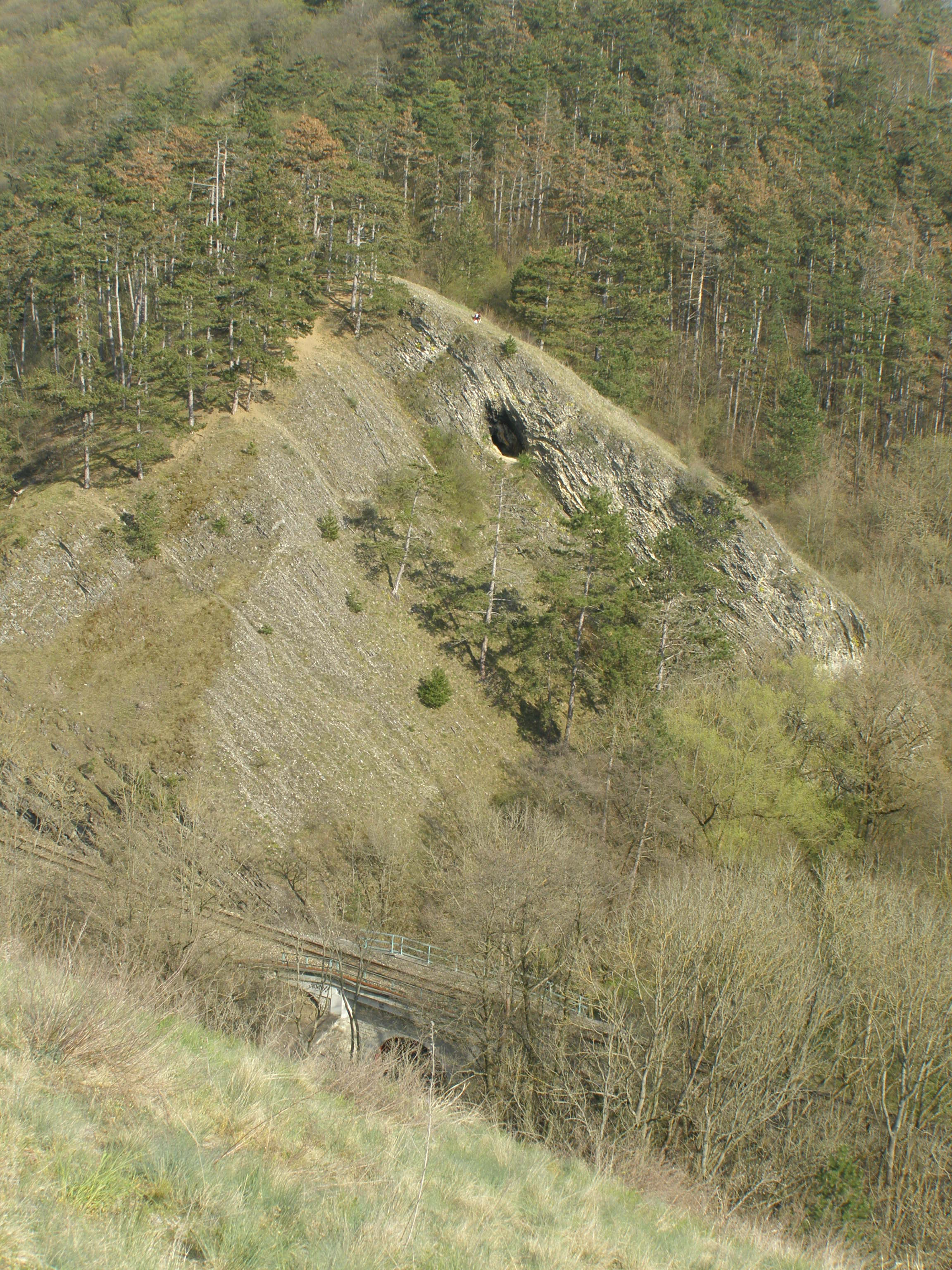
Naproti koupališti je pod vrcholem kopce klukovická jeskyně
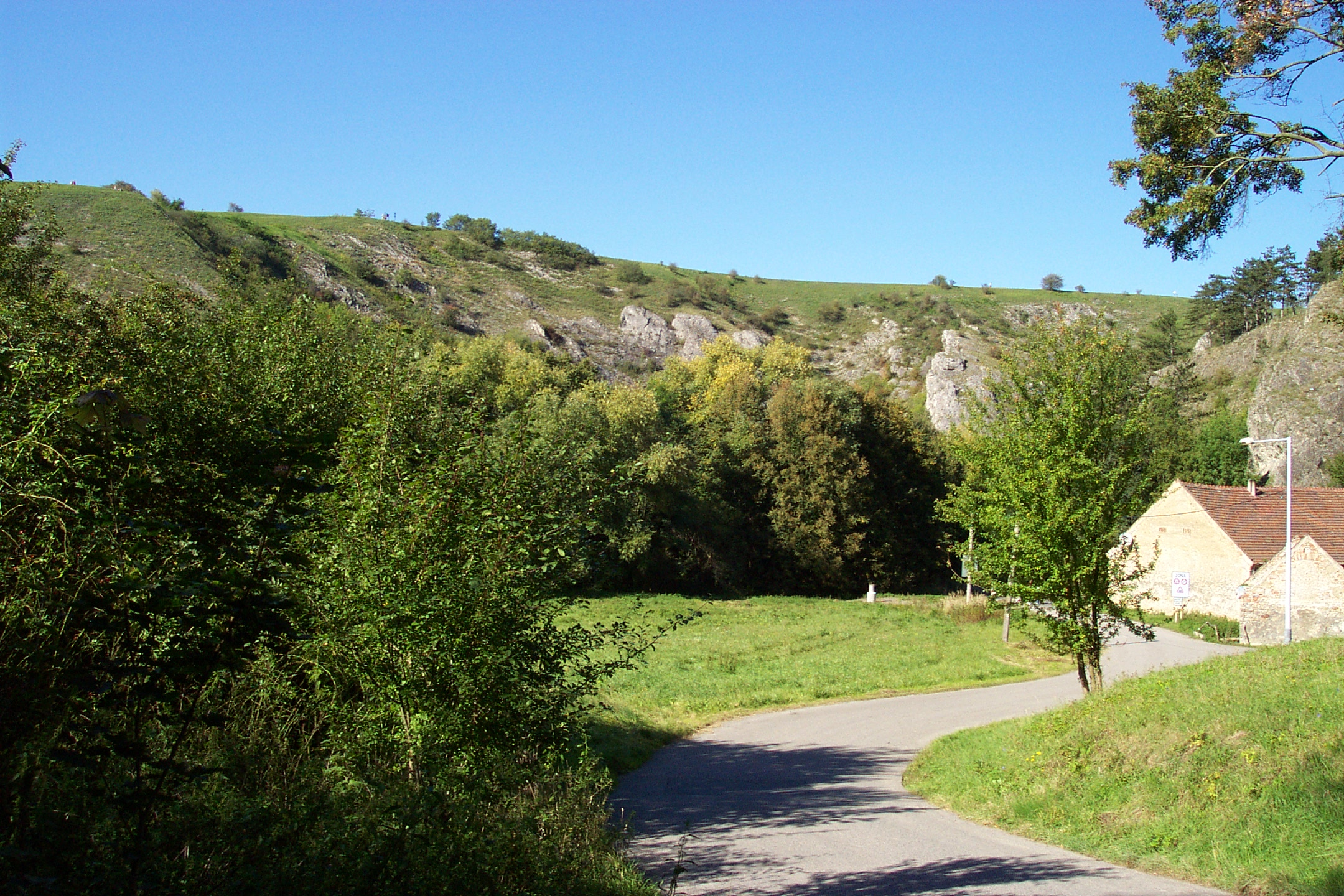
Pohled na přírodní amfiteátr nad koupalištěm ze silnice od Horova mlýna